# Vale do Jaguaribe

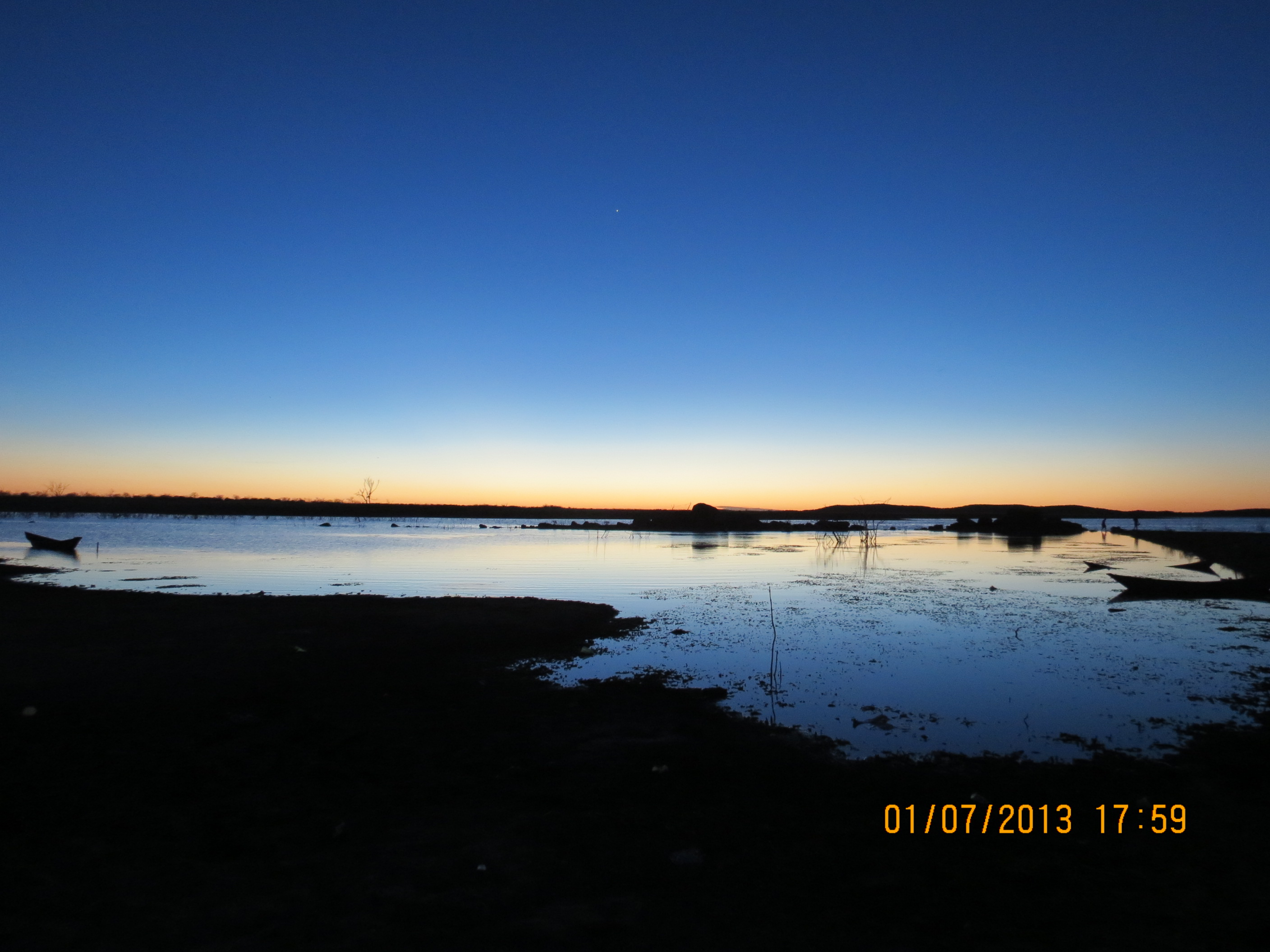
Açude Castanhão.

O Vale do Jaguaribe é uma das regiões mais dinâmicas e interessantes do estado do Ceará, localizado no nordeste do Brasil. Esta área única é caracterizada por sua rica história, paisagens diversas e economia em desenvolvimento. Vamos explorar mais sobre essa região vibrante e seus aspectos distintos.

## Localização e Geografia
O Vale do Jaguaribe está situado no centro-leste do Ceará, abrangendo uma vasta área que se estende desde a serra da Ibiapaba até a costa leste do estado. A região é banhada pelo rio Jaguaribe, um dos mais importantes do Ceará, que dá nome ao vale. Sua geografia varia desde planícies costeiras até áreas mais elevadas no interior, proporcionando uma diversidade de ecossistemas e condições climáticas.
A região do Vale do Jaguaribe compreende os municípios de Russas, Jaguaruana, Morada Nova, Limoeiro do Norte, Jaguaribe, Tabuleiro do Norte, Quixeré, Jaguaretama, Alto Santo, Pereiro, Iracema, Jaguaribara, São João do Jaguaribe, Ererê e Potiretama.

## Clima e Vegetação
O clima predominante no Vale do Jaguaribe é semiárido, com chuvas escassas concentradas em um curto período do ano. Isso influencia diretamente a vegetação da região, que é composta principalmente por caatinga, caracterizada por árvores resistentes à seca, arbustos e plantas adaptadas às condições áridas. Apesar da aridez, o vale abriga uma rica biodiversidade, com espécies adaptadas a esse ambiente único.

## Economia e Agricultura
Devido ao projeto do Tabuleiro de Russas, maior projeto de perímetro irrigado feito pelo DNOCS no Estado do Ceará, a economia do Vale do Jaguaribe é impulsionada principalmente pela agricultura, com destaque para a produção de frutas, como melão, banana, manga e uva. A região também é conhecida por sua produção de camarão em cativeiro, aproveitando as condições favoráveis das águas costeiras. Além disso, o turismo está se tornando cada vez mais importante, com suas belas praias, paisagens naturais e atrações culturais atraindo visitantes de todo o Brasil e além.

## Desafios e Oportunidades
Apesar de sua riqueza natural e econômica, o Vale do Jaguaribe enfrenta desafios significativos, incluindo a escassez de água, a degradação ambiental e a pobreza em algumas áreas. No entanto, também há oportunidades de desenvolvimento, especialmente através de investimentos em tecnologia agrícola, gestão sustentável dos recursos naturais e promoção do turismo responsável. Iniciativas que visam fortalecer a infraestrutura, educação e capacitação da população local também são essenciais para impulsionar o progresso e a qualidade de vida na região.

## População
| Classificação | População | Município             |
| 1º            | 75.112    | Aracati               |
| 2º            | 72.928    | Russas                |
| 3º            | 61.443    | Morada Nova           |
| 4º            | 59.560    | Limoeiro do Norte     |
| 5º            | 34.416    | Jaguaribe             |
| 6º            | 29.210    | Tabuleiro do Norte    |
| 7º            | 19.422    | Quixeré               |
| 8º            | 17.867    | Jaguaretama           |
| 9º            | 16.360    | Alto Santo            |
| 10º           | 15.764    | Pereiro               |
| 11º           | 13.725    | Iracema               |
| 12º           | 10.405    | Jaguaribara           |
| 13º           | 9.348     | Palhano               |
| 14º           | 7.902     | São João do Jaguaribe |
| 15º           | 6.853     | Ererê                 |
| 16º           | 6.129     | Potiretama            |
| Total         | 456.444   |                       |

## Região de Planejamento do Ceará
A Lei Complementar Estadual nº 154, de 20 de outubro de 2015, define a nova composição da região de planejamento do Vale do Jaguaribe, sendo a regionalização fixada em 15 municípios: Alto Santo, Ererê, Iracema, Jaguaretama, Jaguaribara, Jaguaribe, Limoeiro do Norte, Morada Nova, Palhano, Pereiro, Potiretama, Quixeré, Russas, São João do Jaguaribe e Tabuleiro do Norte.
- Características geoambientais dominantes: Domínios naturais das planícies ribeirinhas, da chapada do Apodi, da planície litorânea, dos tabuleiros costeiros e dos sertões.
- Área territorial (km²) - (2010): 15.011,98
- População - (2014): 386.576
- Densidade demográfica (hab./km²) - (2014): 25,75
- Taxa de urbanização (%) - (2010): 58,61
- PIB (R$ mil) - (2012): 2.618.599,13
- PIB per capita(R$) - (2012): 6.912,06
- % de domicílios com renda mensal per capita inferior a ½ salário mínimo - (2010): 57,26

## Galeria

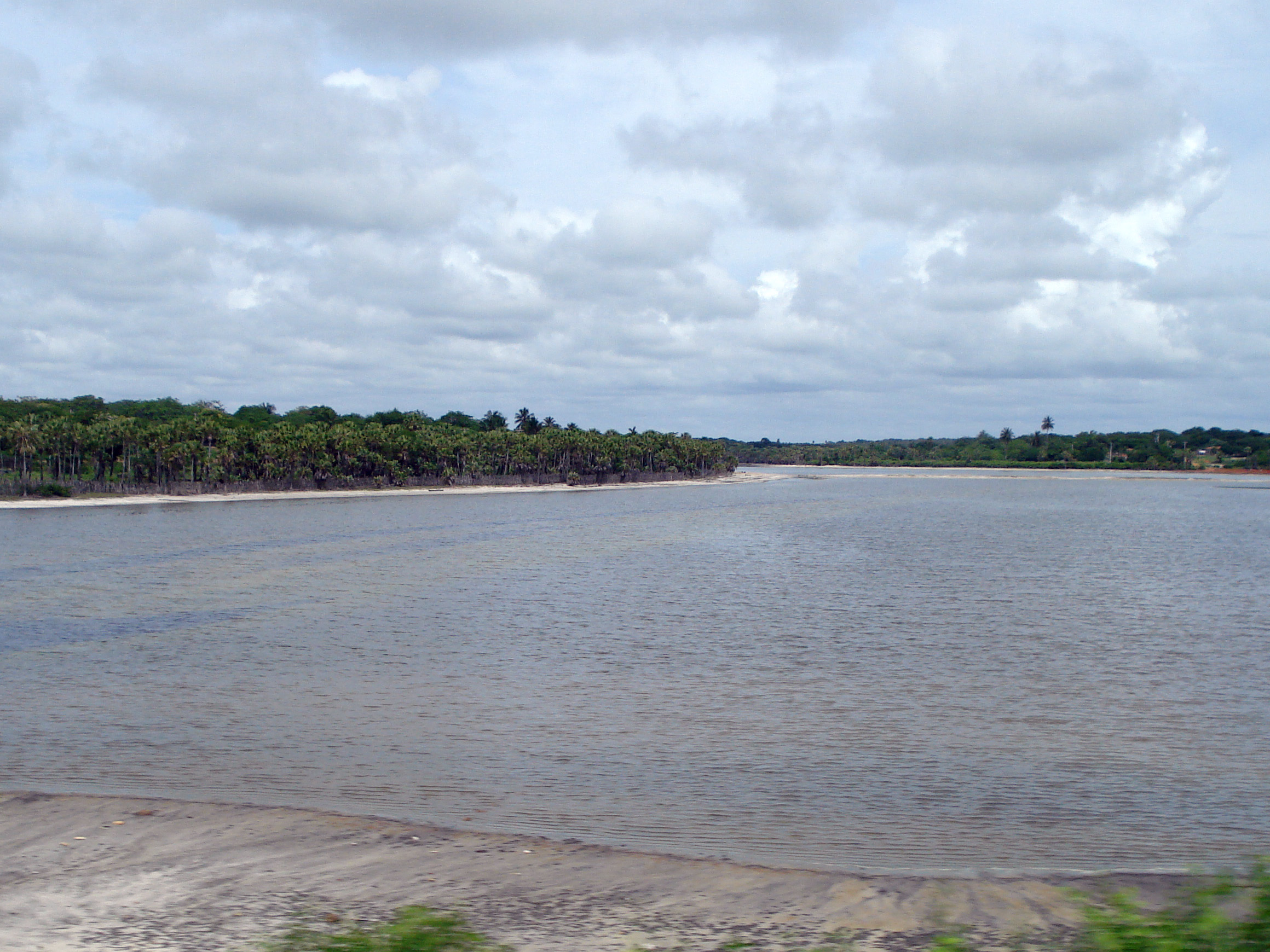
Rio Jaguaribe.
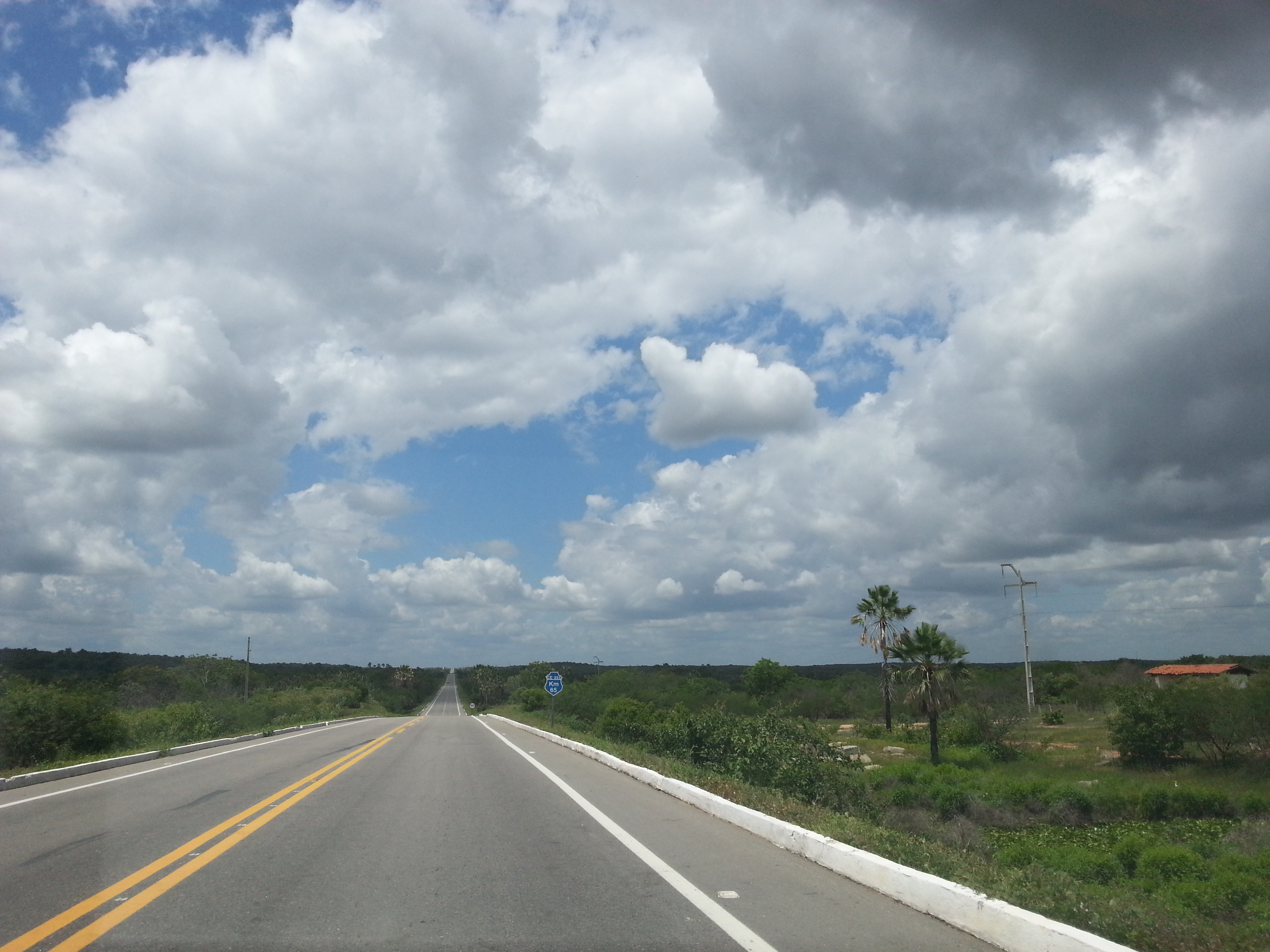
Vale do Jaguaribe.
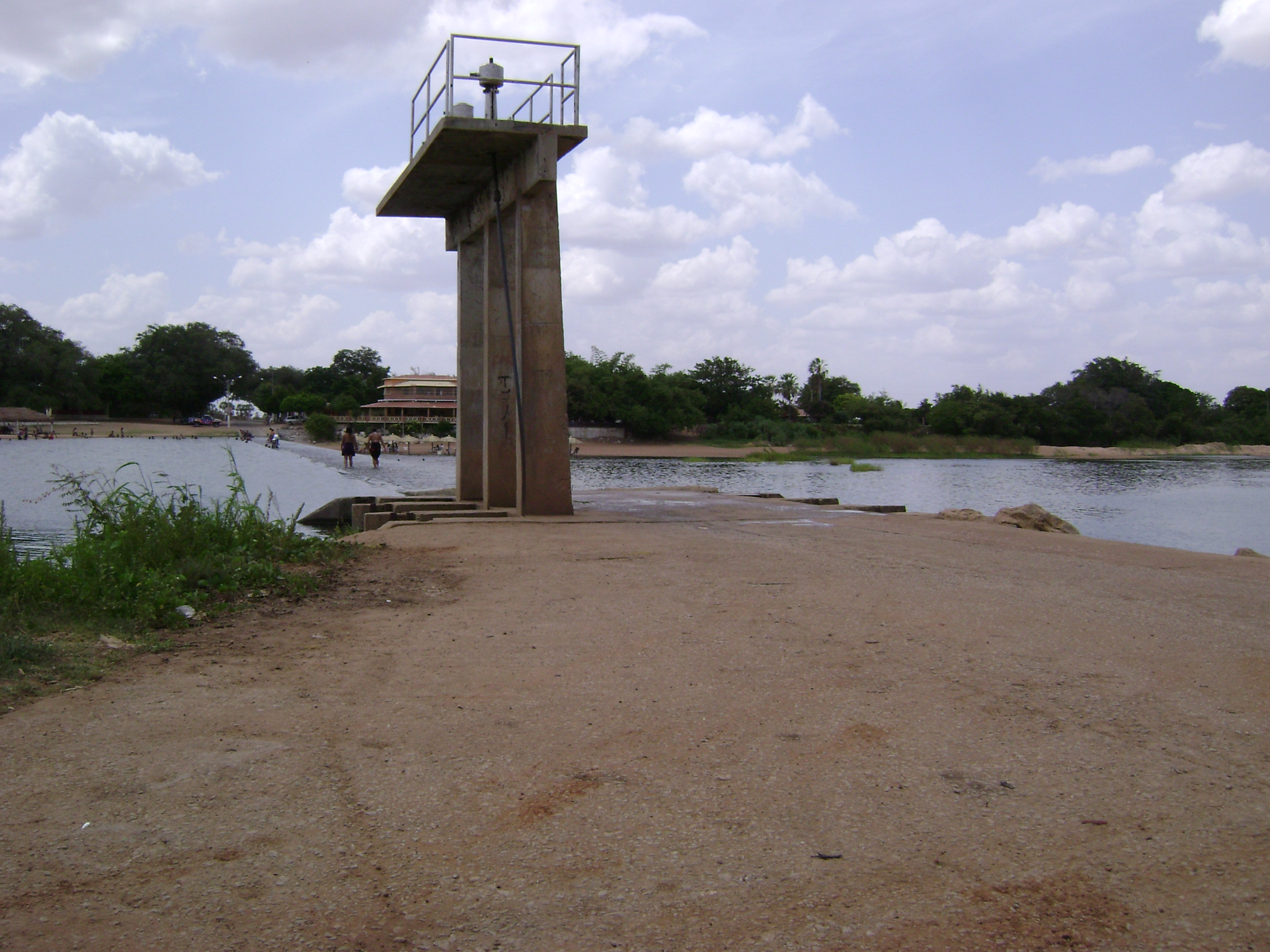
Barragem das Pedrinhas.
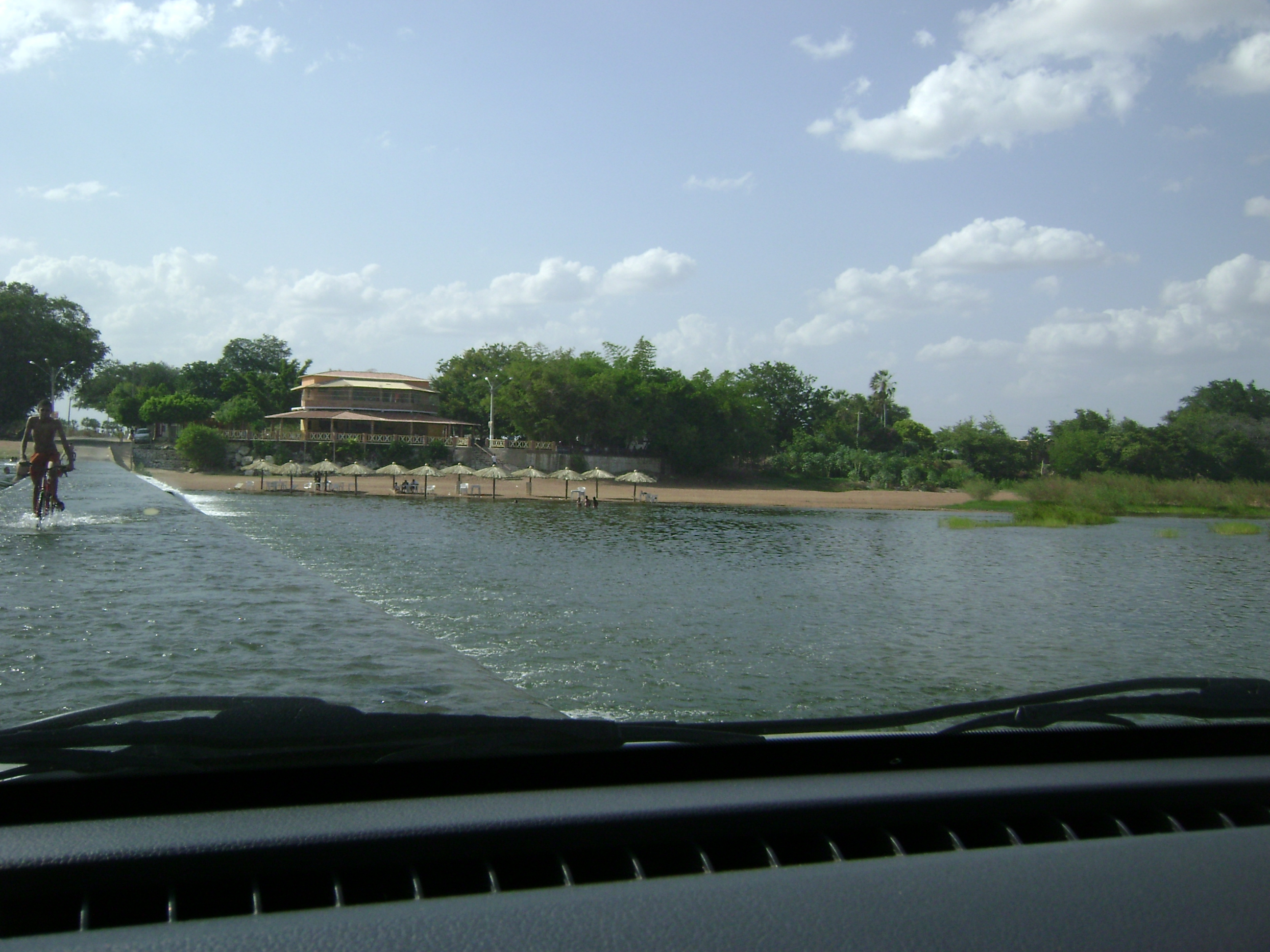
Barragem das Pedrinhas.
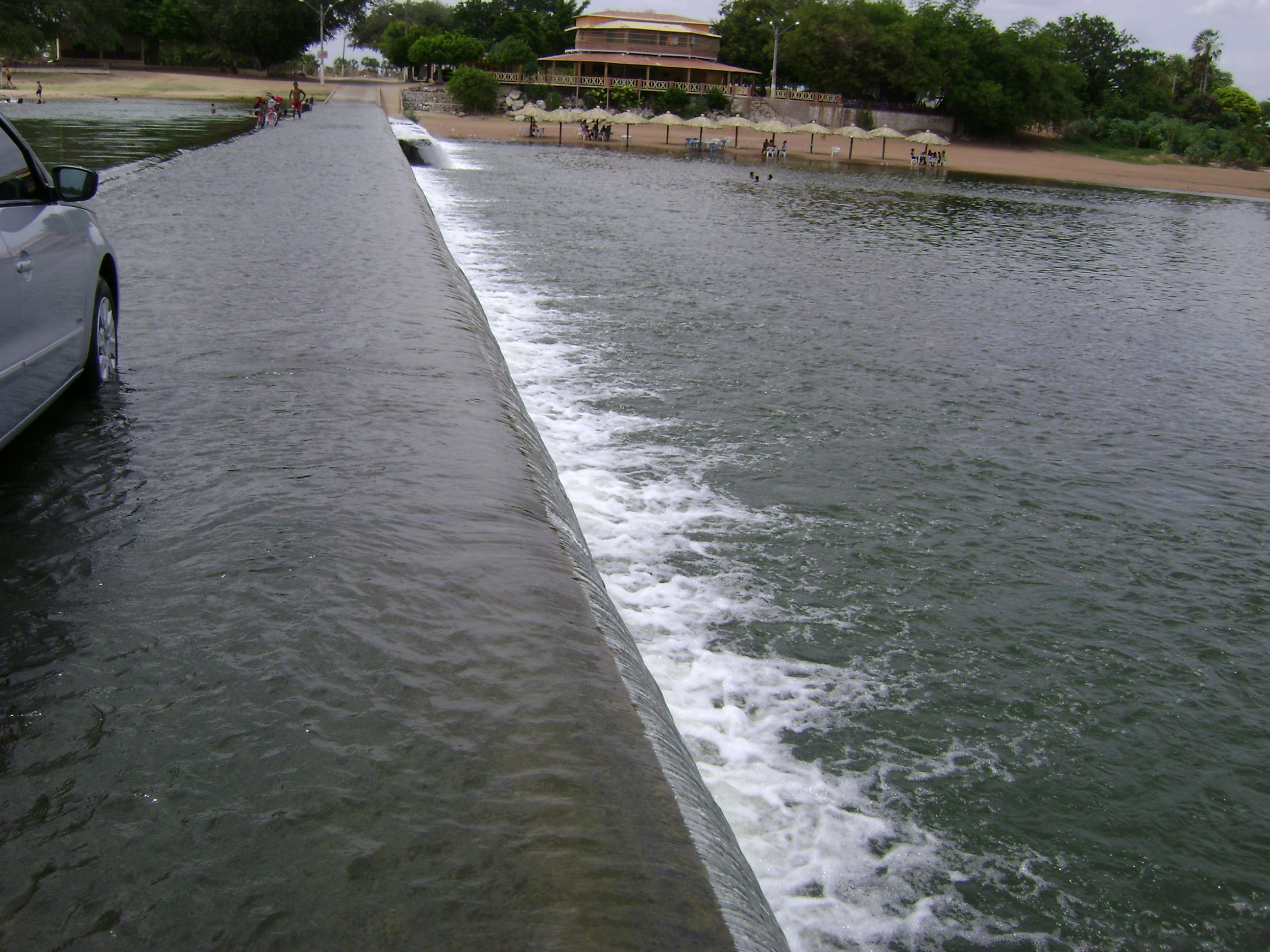
Barragem das Pedrinhas.
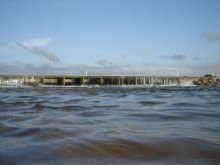
Passagem Molhada.
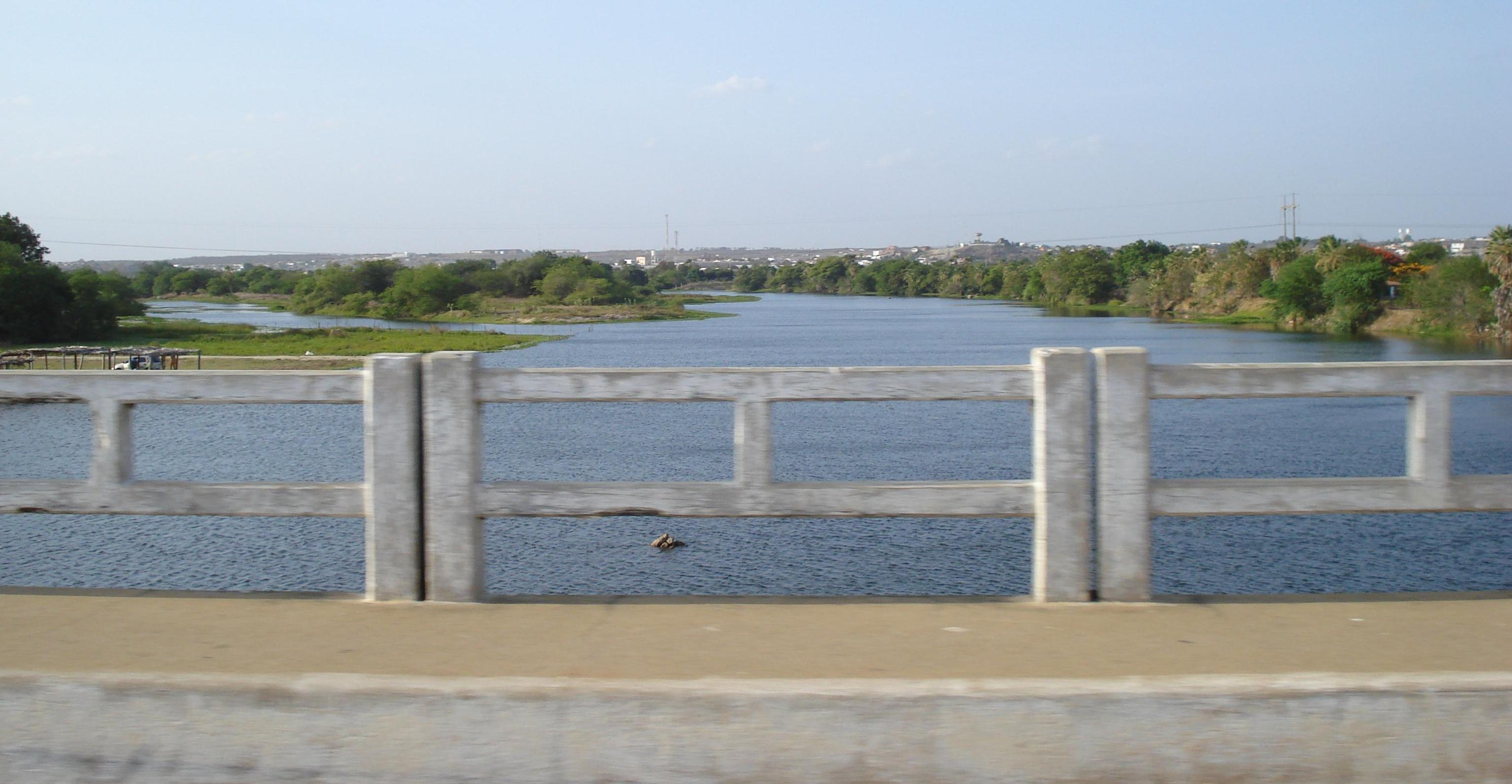
Rio Banabuiú.
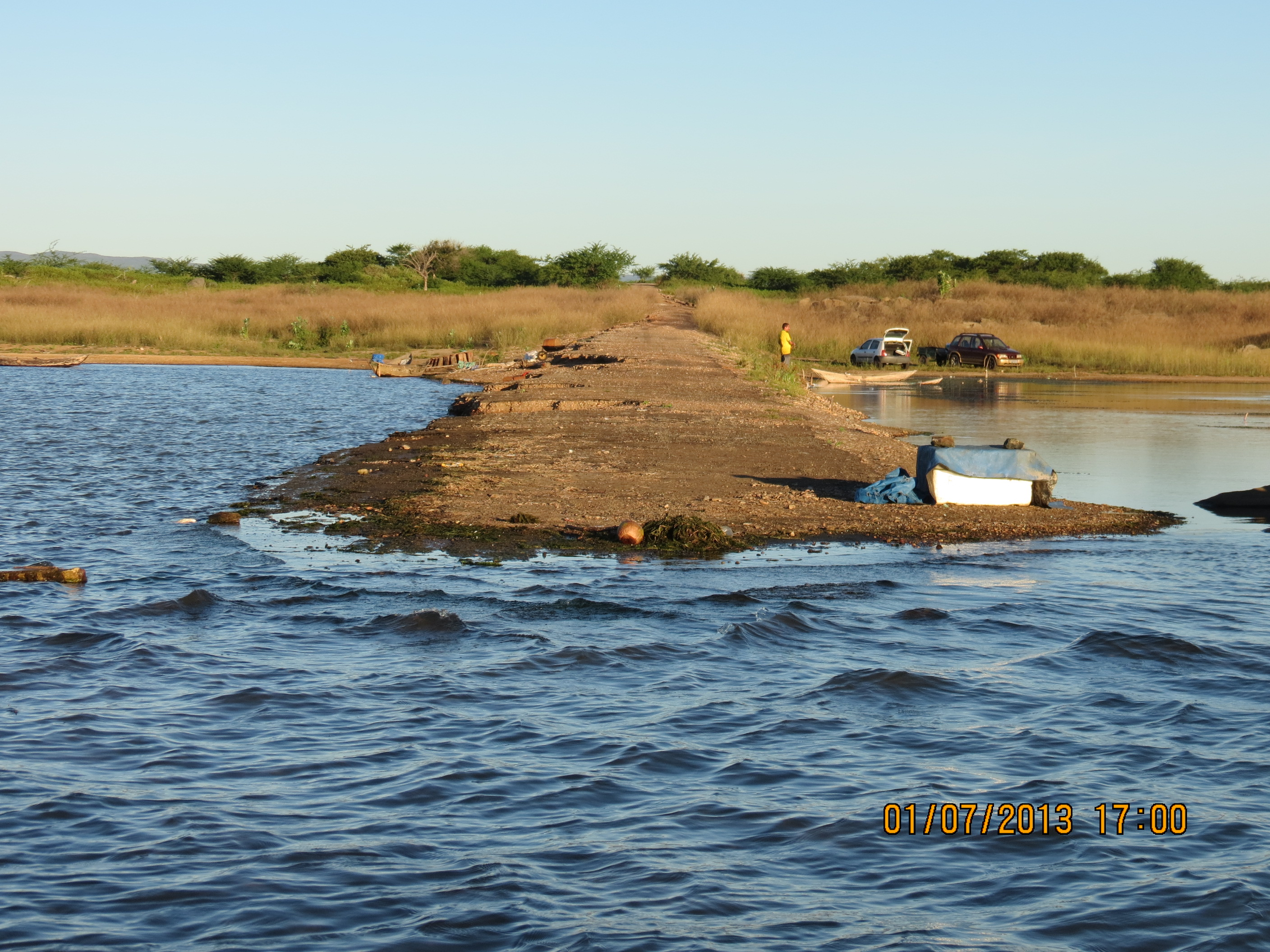
Açude Castanhão.
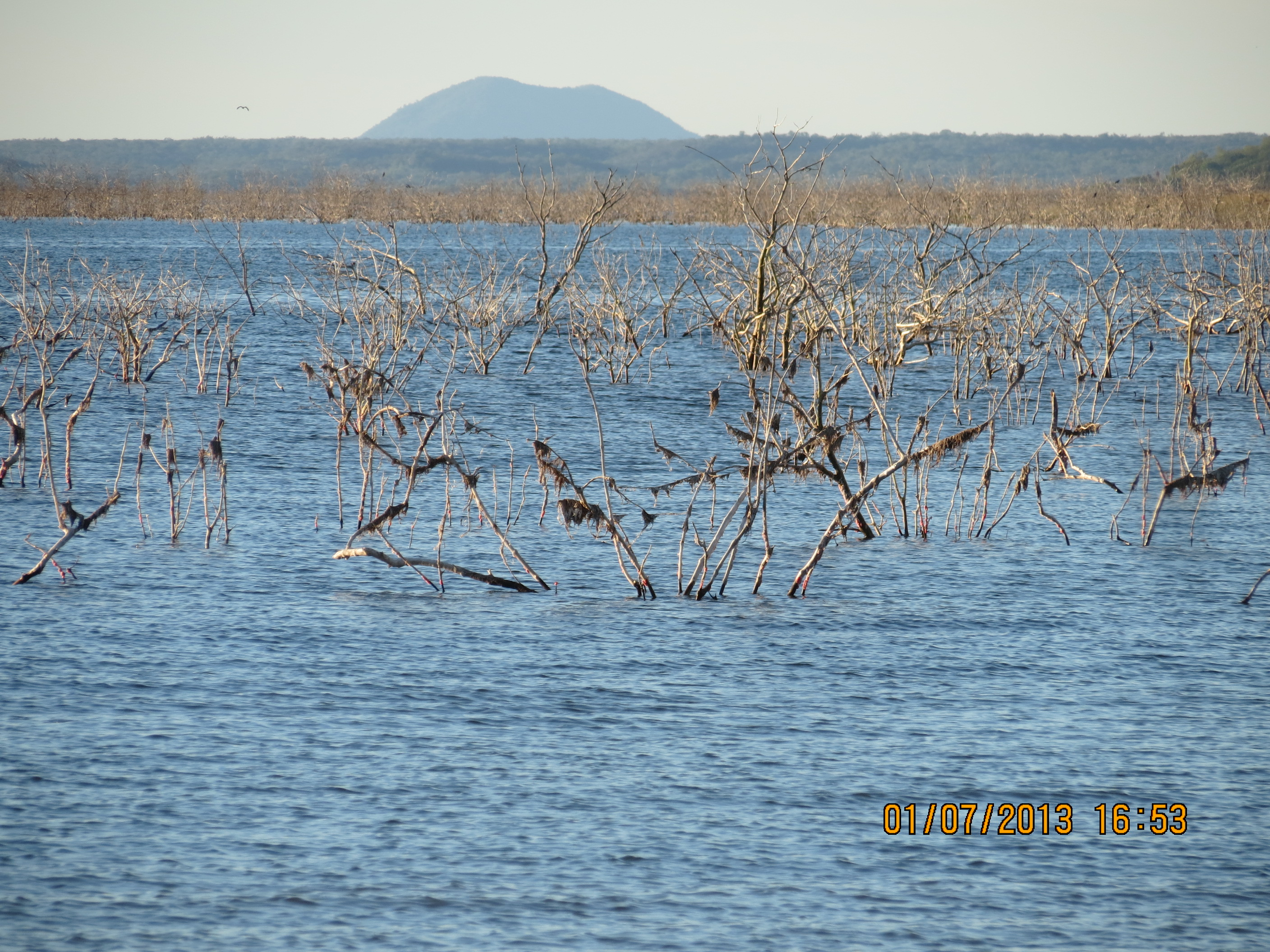
Açude Castanhão.
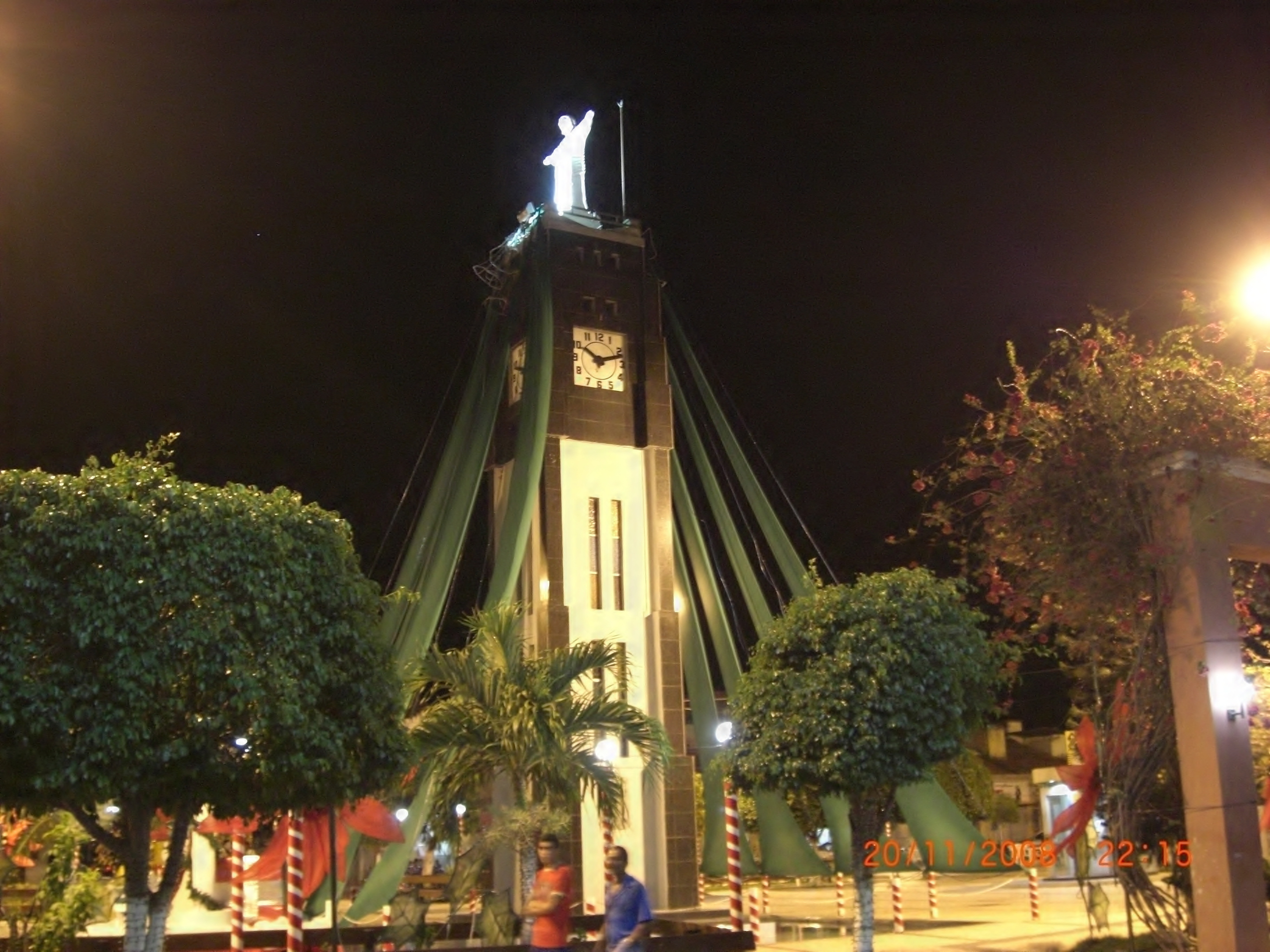
Torre da Hora.
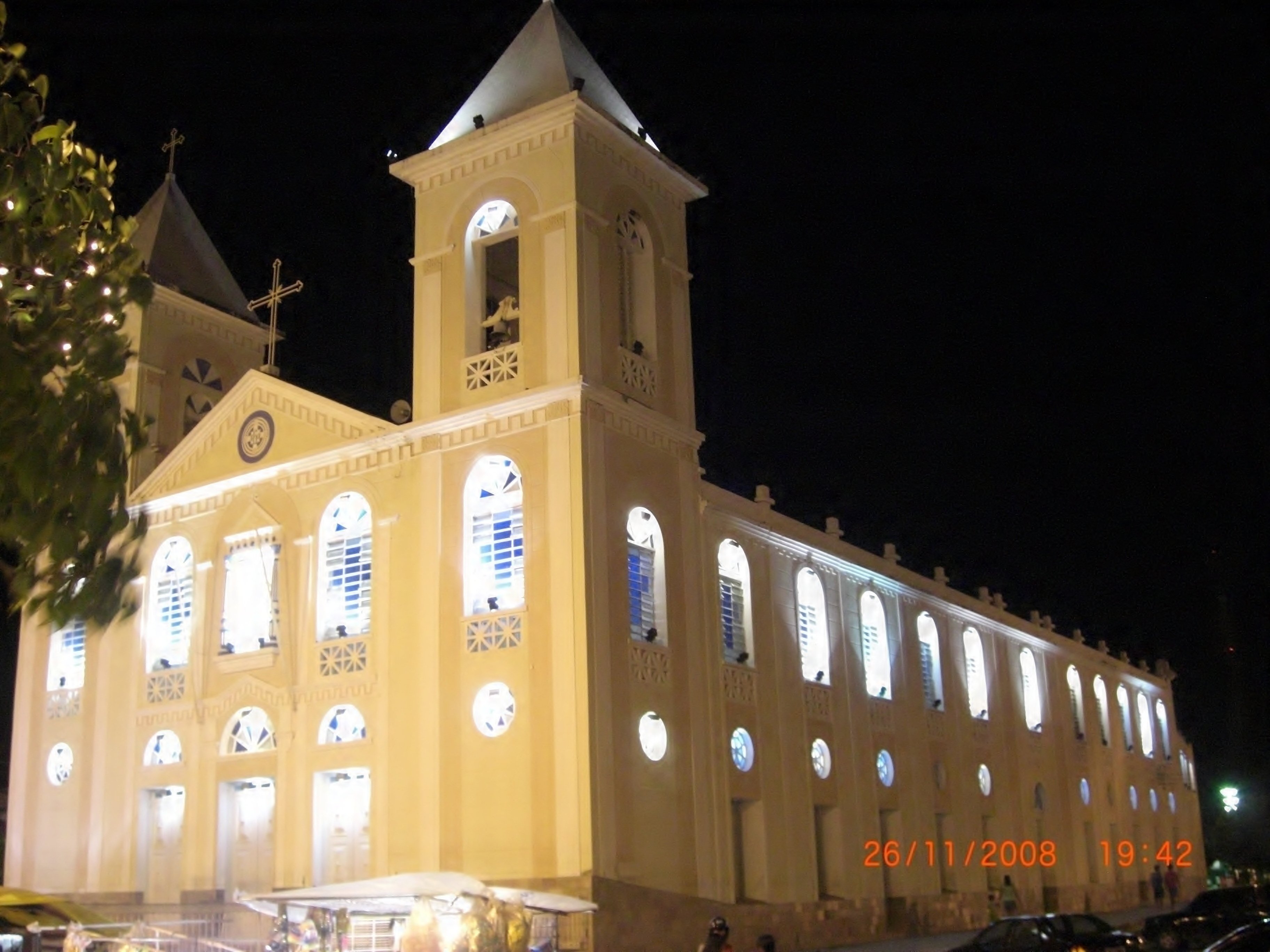
Igreja Matriz.
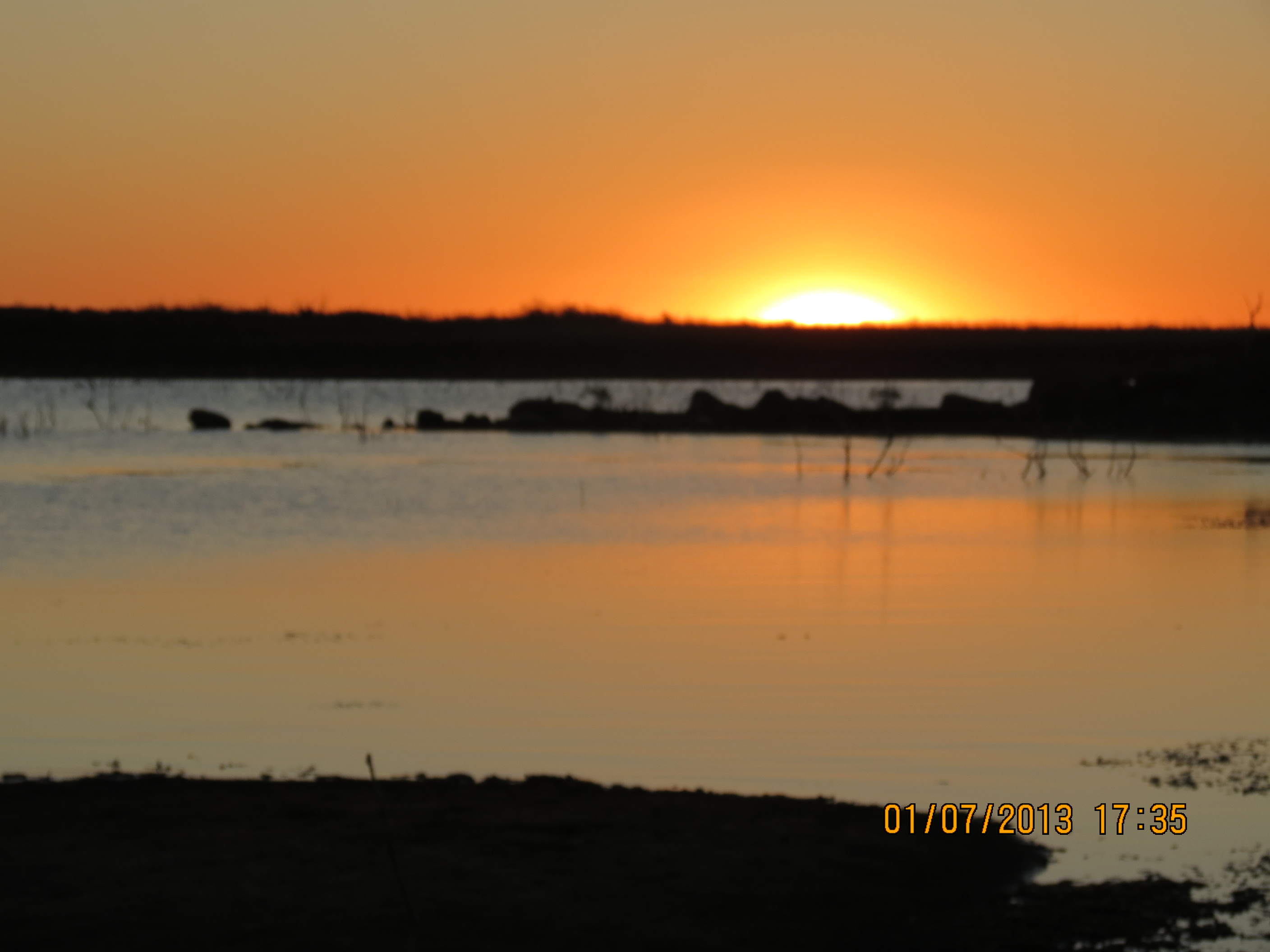
Açude Castanhão.
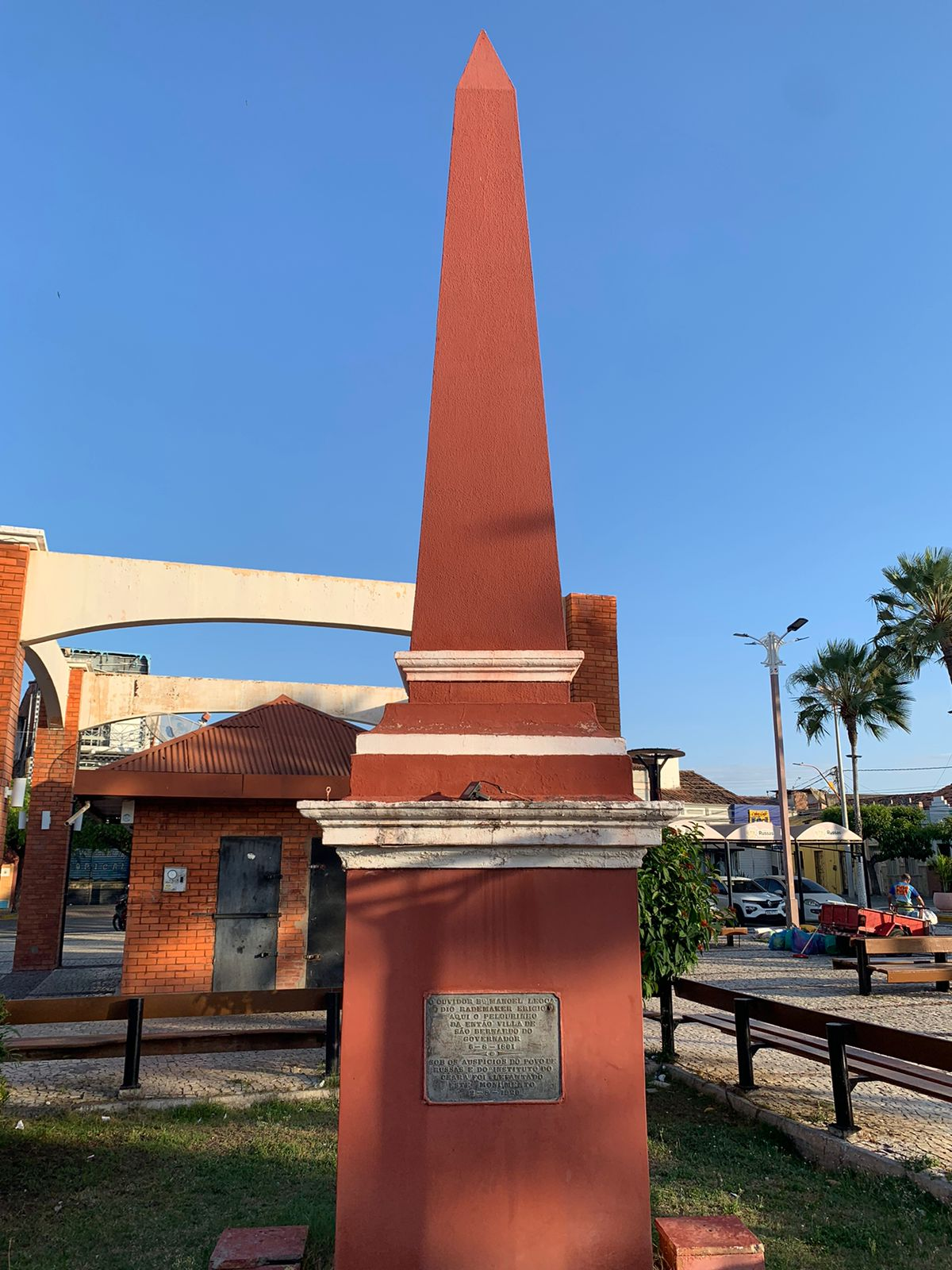
Obelisco de Russas.